# Beefeater
|  | Per a altres significats, vegeu «Beefeater (ginebra)». |

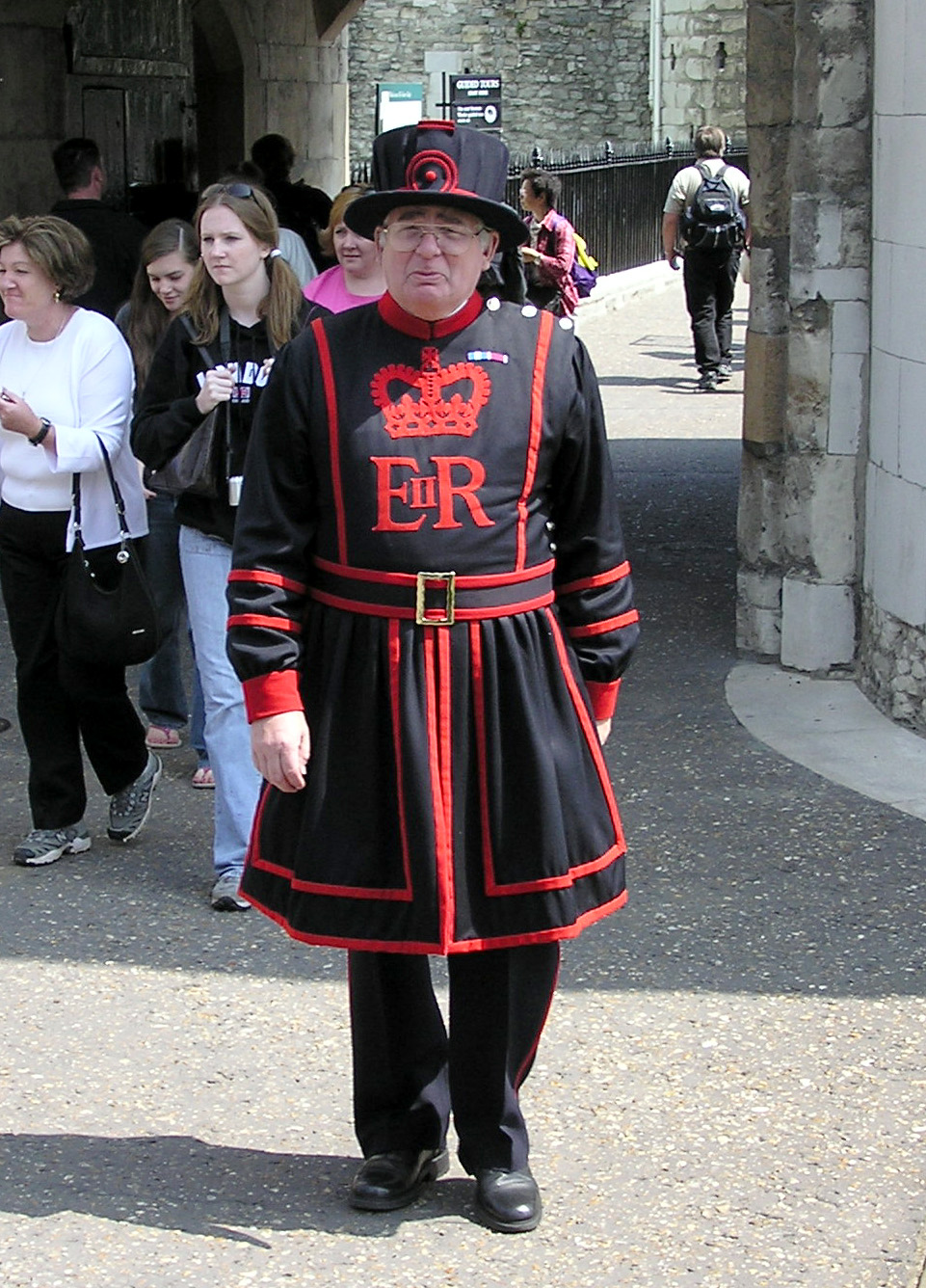
Yeoman Warder.

Els  Beefeaters , és el nom oficial dels  Yeoman custodis  o, en anglès, Yeoman Warders of Her Majesty's Royal Palace and Fortress the Tower of London , són guardians cerimonials de la Torre de Londres. Se'ls sol confondre amb els Yeoman of the Guard o Yeoman de la Guàrdia. La seva comesa oficial és vigilar els presoners que pugui haver-hi tancats a la Torre i la seguretat de les Joies de la Corona Britànica, si bé en la pràctica són ara els guies turístics de la Torre, així com una de les seves principals atraccions.
Els guàrdies Yeoman es van fer càrrec de la vigilància de la Torre el 1485. Avui hi ha 35 Guardians i un Cap. Tots són persones retirades de les Forces Armades Britàniques amb 22 anys de servei com a mínim. Han de tenir també les medalles al servei prolongat i la bona conducta.
El gener de 2007 va ser elegida la primera dona, Moira Cameron, per al servei de Guàrdia Yeoman (del qual forma part des de setembre de 2007). Després de servir en l'exèrcit des dels 16 anys, es va presentar en complir els 38.
L'origen del terme  Beefeater  no és clar. Una de les opinions és que procedeix de l'anglès  Beef Eaters  (menjadors de carn), i que podria haver estat originat del fet que en un principi els guàrdies eren retribuïts amb carn de vaca (en anglès  beef ), juntament amb altres productes. Entre altres referències, el comte Cosimo, gran duc de Toscana, va visitar la Torre en 1669 i va comentar que podria ser per la "gran ració de vaca que se'ls dona diàriament (...) pel que podrien ser anomenats  beef-Eaters  ".
Existeixen altres opinions sobre l'origen del terme. Per exemple, podria ser una corrupció del terme francès  buffetier , una forma arcaica d'anomenar al guardià del menjar real, o bé un terme pejoratiu per fer referència a persones que es trobaven relativament ben alimentades en comparació amb la resta de la població que vivia a Londres.
El terme  beefeater  també serveix per fer referència al seu característic barret.